# الإعلان رقم 216

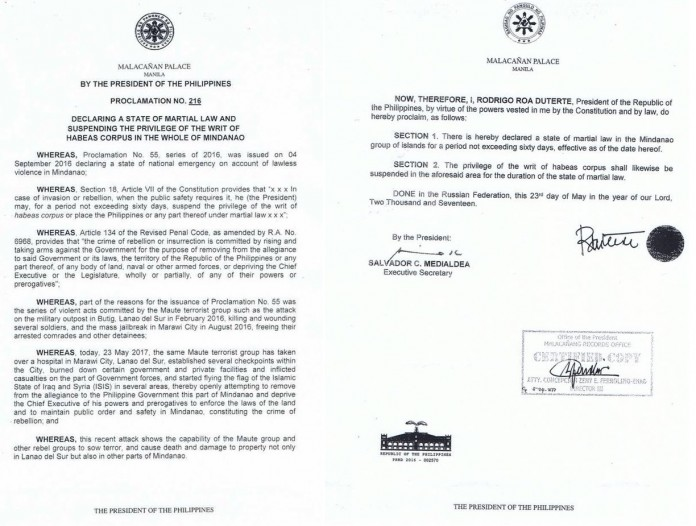
صورة من نص الإعلان رقم 216.

الإعلان رقم 216 هو إعلان قانون الأحكام العرفية، وتطبيق أوامر الإحضار أمام المحاكم في كامل جزيرة مينداناو، الصادر عن الرئيس الفلبيني رودريغو دوتيرتي في 23 مايو 2017.

## التاريخ
في خضم تصاعد الصراعات في مينداناو والاشتباكات الدامية في مدينة مراوي المتعلقة بمجموعة موات، وضع الرئيس الفلبيني رودريغو دوتيرتي جزيرة مينداناو بأكملها، بما في ذلك باسيلان وسولو وتاوي تاوي، تحت قانون الأحكام العرفية في الساعة 10:00 مساء بالتوقيت المحلي وذلك يوم 23 مايو 2017. أعلن ذلك الرئيس خلال مؤتمر صحفي عقده في موسكو، حيث كان دوتيرت في زيارة رسمية، وسوف تكون الأحكام العرفية سارية المفعول لمدة 60 يومًا. وقال المتحدث باسم الرئاسة أرنستو أبيلا أن الإعلان كان مستوجبًا نظرا لوجود تمرد جنوب البلاد، بينما أوضح وزير الخارجية ألان بيتر كايتانو أن هذه الخطوة اتخذت في الاعتبار سلامة أرواح مواطني مينداناو وحياتهم وممتلكاتهم. وينفذ التنفيذ وفقًا لدستور عام 1987 الذي ينص على الحد الأقصى من الأحكام العرفية 60 يومًا، يستطيع الرئيس اتخاذه دون موافقة الكونغرس إلا في حالة التمديد، ويتخذ القانون لاستمرار المهام الحكومية، وضمان الحريات الفردية، أصر دوتيرت على أن هذا القانون لن يكون مختلفًا عن الأحكام العرفية في عهد الرئيس فرديناند ماركوس.
في حين أن الإعلان لا يؤثر حاليًا على المواطنين والوحدات الحكومية في لوزون أو بيسايا، اقترح دوتيرت أن يكون في المقدور توسيع نطاق الأحكام العرفية ليشمل البلاد بأكملها إذا لزم الأمر لحماية الشعب.

## ردود الفعل
لقي إعلان الرئيس دوتيرت بشأن تطبيق الأحكام العرفية في منطقة مينداناو آراء متباينة من السياسيين والمواطنين.

### الشخصيات العامة
أعرب بعض المشرعين من مينداناو عن وجهات نظرهم حول إعلان الرئيس تطبيق الأحكام العرفية. وقال نواب مينداناو برئاسة رئيس البرلمان بانتاليون الفاريز يوم الأربعاء 24 مايو أن إعلان القانون العسكري في مينداناو له ما يبرره نظرًا للمشاكل الأمنية التي تواجهها المنطقة. وقال ممثل منطقة سوريجاو ديل سور جوني بيمنتل: إن القانون العسكري سيساعد في معالجة مشكلة التمرد التي تمر بها المقاطعة منذ فترة طويلة. وقال كارلو نوجراليس ممثل المنطقة الأولى في مدينة دافاو، الذي وصف الأزمة في مراوي بأنها حالة تمرد واضحة، وأن الأحكام العرفية ستساعد في الحد من القتال، كما أشار ألفاريز ونوغراليس إلى أن دستور عام 1987 يتضمن ضمانات ضد الإساءة فيما يتعلق بلأحكام العرفية. وقال السيناتور ماني باكوياو: إنني أؤيد تأييدًا تامًا إعلان لأحكام العرفية في مينداناو من جانب الرئيس رودريغو دوتيرت، وأعتقد أن هذا الوقت مناسب وضروري في ضوء الاضطرابات السياسية التي يرتكبها مسلحو مورو في مدينة مراوي. السيناتور أنطونيو تريلانيس شكك في إعلان الرئيس دوتيرت عن الأحكام العرفية في مينداناو. حذرت مؤسسات حقوق الإنسان في الفلبين من فرض الأحكام العرفية وقالت إنها تخشى أن يمنح ذلك للرئيس مزيدًا من السلطات لا سيما أنها تتهمه باتباع أساليب مبالغ فيها في قتله لآلاف المتهمين بتجارة المخدرات.

### المجتمع الإسلامي
يعتزم مجموعة من المحامين من الجمعية الإسلامية الفلبينية على معارضة إعلان الرئيس الفلبيني تطبيق قانون الأحكام العرفية في مينداناو، وذلك أمام المحكمة العليا.

### قطاع الأعمال
هبطت الأسواق المالية الفلبينية في 24 مارس 2017 حيث انخفض مؤشر سوق الأسهم الفلبينية (بسي) بنسبة 0.42 في المئة ليصل إلى 7777.73 في التعاملات المبكرة. قال محللون أن المستثمرين يراقبون عن كثب كيف سيستخدم دوتيرت القانون العسكري لمحاربة مشكلة التمرد التي طال أمده في الجنوب. وقال رئيس أبحاث شركة ببي للأوراق المالية حاج نارفايز لكاثي يانغ: أن الحادث تسبب في عدم اليقين الذي جعل المستثمرين أكثر تحفظًا في قراراتهم، وأن المستثمرين سيقيمون ما إذا كان من الممكن السيطرة على الوضع في مينداناو من عدمه. وقال التاجر والمحاسب واشنطن سايسب في تعليقه على قطع الرئيس زيارته الخارجية بسبب المخاوف الأمنية: ليست الدعاية التي نحتاج إليها، وأعتقد أنه في جميع أنحاء العالم كلمة الأحكام العرفية ليست أفضل شيء يقدم.

## التوجيهات
أصدرت وزارة الدفاع الوطني الفلبينية توجيهاتها إلى القوات المسلحة الفلبينية ومكاتبها المنتشرة في أنحاء البلاد بشأن التنفيذ السليم لقانون الأحكام العرفية في مينداناو. وتنص المذكرة على ما يلي:
| الإعلان رقم 216 | يرجى الإحاطة بأن إعلان القانون العرفي في جزيرة مينداناو لا يعلق عمل الدستور ولا يكمل عمل المجالس القضائية والتشريعية الفلبينية ولا يأذن بمنح الاختصاص القضائي للمحاكم العسكرية والوكالات العسكرية المدنية، فإن المحاكم العامة قادرة على العمل، ولا يعلق تلقائيًا امتياز أمر الإحضار أمام المحكمة. في هذا الصدد تلزم القوات المسلحة الفلبينية وجميع مكاتب ووكالات إداراتها بأن تسود سيادة القانون وحقوق الإنسان في أي مكان أو جزء من الفلبين أعلن فيها قانون الأحكام العرفية وفعاليتها. أي اعتقال أو تفتيش أو ضبط يتم تنفيذه في المنطقة أو المكان الذي يكون فيه قانون الأحكام العرفية نافذًا، بما في ذلك إيداع التهم، ينبغي أن يمتثل للقواعد المنقحة للمحاكم والاجتهادات القضائية الواجبة التطبيق. يتعين على مكاتب ووكالات إدارة شؤون نزع السلاح والوكالات المشاركة في الأنشطة الإنسانية بموجب هذا القانون اتخاذ الإجراءات المناسبة بشأن الأشخاص المتضررين والمشردين من خلال تقديم المساعدة الكافية بالتنسيق مع الوكالات الحكومية الأخرى. | الإعلان رقم 216 |

## بعد الإعلان

### الهجمات الشيوعية
في 25 مايو 2017 دعا الحزب الشيوعي الفليبيني جناحه المسلح جيش الشعب الجديد إلى التخطيط وتنفيذ المزيد من الهجمات التكتيكية في مينداناو والأرخبيل بأكمله، ردًا على إعلان الحكومة الفلبينية الأحكام العرفية. وقال الحزب إن فرض الأحكام العرفية تم بناء على ذريعة ضيقة للاشتباكات المسلحة في مدينة مراوي بين القوات المسلحة الفلبينية وجماعة ماؤوتي، والتي أشار إليها الحزب على أنها مجموعة من العصابات التي يدعي قادتها أن الحزب مسؤولون عمها.
حذر وزير الدفاع دلفين لورينزانا جيش الشعب الجديد من عدم التدخل في أزمة المراوي، حيث أكد مجددًا أن تنفيذ الأحكام العرفية في مينداناو لن يستهدف الشيوعيين المحليين. وقال لورينزانا أن القانون العسكري أعلن أنه يعالج الإرهاب الإسلامي المتطرف وإرهاب المخدرات في مينداناو وفقا لتوجيهات الرئيس، وانهم سوف يمتثلون لهم تماما، وحث الشيوعيين على عدم إجبار يد الحكومة في البطش واستعمال القوة، والوقف الفوري لجميع الأنشطة غير المشروعة والالتزام بالروح الحقيقية لعملية السلام.
أوقفت محادثات السلام بين حكومة الفلبين والحزب الشيوعي الفليبيني في هولندا في أعقاب هذه التطورات. وهذه هي المرة الثانية التي يتم فيها تعليق المفاوضات منذ أن بدأت إدارة الرئيس دوتيرت المفاوضات مع المتمردين الشيوعيين في عام 2016، حيث قال مستشار السلام الرئاسي يسوع دوريزا إن الإدارة لن تشارك في الجولة الخامسة المقررة من مفاوضات السلام حتى هذا الوقت، لأن هناك دلائل واضحة على أنه لا يوجد بيئة مؤاتية تفضي إلى تحقيق سلام عادل ومستدام على الأرض. وأشار دوريزا إلى الهجمات المستمرة من جانب جيش الشعب الجديد وقيادة القيادة الشيوعية لجناحها المسلح لتسريع وتكثيف الهجمات ضد الحكومة في مواجهة القانون العسكرى في مينداناو.

### جولات الحكومة في دافاو
في 25 مايو 2017 وبعد أن تلقت السلطات المحلية معلومات عن وجود أشخاص مجهولي الهوية ومشتبه فيهم، تم اعتقال حوالي 250 شخصًا في منطقتي بوكانا وميني فوريست في دافاو على أنها أشخاص متهمين لعدم قدرتهمم على تقديم إثبات الهوية. وفقا لمكتب شرطة مدينة دافاو كبار سوبت ألكسندر تاغوم خضع المتهمون لعملية التحقق ولم يتم اعتقالهم، وقال إن عملياتهم هي جزء من جهودهم لمنع دخول الإرهابيين في أحد أكبر مدن مينداناو.

### الرقابة والقمع في مينداناو
في يوم الجمعة 26 مايو 2017، ذكرت القوات المسلحة الفلبينية أنها ستراقب الصحافة ووسائل الإعلام الاجتماعي من أجل حماية الأمن القومي عبر مينداناو، وحذرت من أنه سيتم القبض على المخالفين. قال المتحدث باسم الجيش الجنرال ريستيتوتو باديلا: سنقوم بممارسة الحق في اللوم والاتهام، وأنه سيكون هذا القرار على أساس 3 اعتبارات: لضمان سلامة الأرواح، ولضمان الأمن التشغيلي ولضمان سلامة الرجال الذين يرتدون الزي العسكري الذين يقاتلون، ولاعتبارات الأمن القومي الأخرى. وأضاف: نحن نناشد الجمهور لممارسة الحس السليم، وإذا كنت تعرف أن ما سينشر يضر ولا يساعد، لا تنشر ذلك، فقد تجد الشرطة يطرقون الباب الخاص بك لإلقاء القبض عليك.
وبالمثل ذكرت الشرطة الوطنية الفلبينية في منطقة دافاو عبر المكتب الإقليمي للشرطة الحادية عشر و مكتب برو 11، أن الحق في تشكيل جمعية عامة مثل الاحتجاجات أو المظاهرات ضد الحكومة سوف تتقلص بإعلان القانون العرفي في مينداناو. وقال مكتب برو 11 أنه سيتم القبض على قادة ومنظمي المجموعات التي ستنظم الاحتجاجات أو المظاهرات إذا تم القبض عليهم وأثاروا ازعاجًا عامًا.

## وصلات خارجية
- نص الإعلان رقم 216 باللغة الإنجليزية